# Thanássis Exarchópoulos
Thanássis Exarchópoulos (grec moderne : Θανάσης Εξαρχόπουλος ; Pýrgos, Élide, 22 juillet 1927 - Athènes, 3 août 2021) est un graveur, peintre et professeur d'université grec.

## Biographie
Thanássis Exarchópoulos naît à Pýrgos, en Élide, en Grèce, le 22 juillet 1927. Pendant la période de l'occupation, il est l'un des membres les plus actifs de l'Association artistique du « Pyrgiotikos Parnassos » (grec moderne : Πυργιώτικος Παρνασσός). Entre 1947 et 1951, il étudie dans les ateliers de gravure et de peinture de l'École des beaux-arts d'Athènes, sous la direction de Giánnis Kefallinós et d'Oumvértos Argyrós.
Pendant plusieurs années, il se consacre à l'art du livre dans la ville de Pýrgos, puis au design industriel. À partir de 1966, en collaboration avec son épouse Marióra Exarchopoúlou, ils créent une série de livres et d'enregistrements pour enfants intitulés Ichoïkónes (grec moderne : Ηχοεικόνες) et Ikonografía (Εικονογραφία),.
En 1982, il obtient la chaire de professeur de gravure à l'École des beaux-arts d'Athènes, où il enseigne jusqu'à sa retraite en 1994. Il organise des expositions individuelles et participe, également, à des expositions collectives en Grèce et à l'étranger.
En parallèle de son travail artistique et éducatif, il est également écrivain et publie trois livres : Jours et nuits (grec moderne : Μέρες και νύχτες, Athènes, 1974), Poèmes 1951-1971, série A (Ποιήματα 1951-1971, σειρά Α΄, Athènes, 2005) et Poèmes 1972-1974, série B (Ποιήματα 1972-1974, σειρά Β΄, Athènes, 2011).
Il meurt le 3 août 2021, à l'âge de 94 ans.